# Костино (деревня, Рыбинский район)
В Рыбинском районе имеется посёлок с таким же названием, он расположен непосредственно на окраине Рыбинска и относится к Покровскому сельскому поселению
Костино — деревня Огарковского сельского поселения Рыбинского района Ярославской области .
Деревня расположена к западу от федеральной автомобильной дороге Р104 на участке Рыбинск—Пошехонье, на правом берегу реки Воля, недалеко от места её впадения в Рыбинское водохранилище. К северо-востоку от Костино непосредственно на автомобильной дороге расположена деревня Ляга. На левом берегу Воли, в сторону Рыбинска - крупная деревня Милюшино. Вверх по реке Воля к востоку от автомобильной дороги стоит деревня Большое Погорелово . 
В деревне находится памятник истории и культуры Рыбинского района — загородная усадьба Востельман . 
Село Костянина обозначено на плане Генерального межевания Рыбинского уезда 1792 года. 
На 1 января 2007 года в деревне числилось 43 постоянных жителя . Почтовое отделение, расположенное в Милюшино, обслуживает в деревне 17 домов .